# Lyonia ekmanii
Lyonia ekmanii är en ljungväxtart som beskrevs av Ignatz Urban. Lyonia ekmanii ingår i släktet Lyonia och familjen ljungväxter. Inga underarter finns listade i Catalogue of Life.